# Велики Брушњак
Велики Брушњак је ненасељено острво у хрватском делу Јадранског мора.
Налази се у акваторији Града Пага 2 км југоисточно од острва Мауна. Површина острва износи 0,182 км². Дужина обалске линије је 1,59 км.. Највиши врх је висок 19 метара.